# Dieter Feller
Dieter Feller (* 1. Dezember 1942) ist ein ehemaliger deutscher Fußballspieler. Er spielte auf der Position des Torhüters und hat für die Vereine Preußen Münster und VfB Stuttgart in der Fußball-Bundesliga insgesamt 27 Ligaspiele absolviert.

## Laufbahn
Nachdem Feller – sein Heimatverein war BV Dorsten – 1963 mit dem BV Holsterhausen in die damals drittklassige Westfalenliga aufstieg, wechselte er zu Preußen Münster in die neugegründete Bundesliga. Als Ersatzmann für Stammtorhüter Herbert Eiteljörge kam Feller in der ersten Bundesligasaison auf vier Einsätze. Am elften Spieltag, den 16. November 1963, beim 1:1-Auswärtsremis beim 1. FC Saarbrücken debütierte er in der Bundesliga. Die Preußen-Abwehr wurde durch Heribert Kania, Heinz-Rüdiger Voß, Dagmar Drewes, Klaus Bockisch und Werner Lungwitz komplettiert. Feller stieg mit der Mannschaft von Trainer Richard Schneider als Vorletzter in die Regionalliga West ab. Trotz der neuen Mitspieler Klaus Ackermann, Erwin Kostedde, Werner Anzill und Günter Augustat gelang Münster nicht die Rückkehr in die Bundesliga. Nach 67 Einsätzen in der Regionalliga West wechselte der „schwarze Riese“ 1967 von den Adlerträgern nach Süddeutschland zum VfB Stuttgart.
Unter Trainer Gunther Baumann hielt Routinier Günter Sawitzki 1967/68 die Stellung im VfB-Tor und 1968/69 setzte sich der ehemalige Jugendnationaltorhüter Gerhard Heinze durch. Feller hatte in dieser Runde mit einem Bandscheibenvorfall zu kämpfen und musste eine Wettkampfpause von acht Monaten durchstehen. Aber auch in seinem dritten Jahr in Stuttgart konnte er sich nicht als Stammtorhüter behaupten, er kam 1969/70 auf elf Bundesligaspiele. Im November 1969 hatte er aber in den zwei Begegnungen im Messepokal gegen den SSC Neapel erstklassige Kritiken erhalten. Sein 27. und letztes Bundesligaspiel absolvierte der 1,90 m große Torhüter am 14. März 1970 bei der 0:3-Auswärtsniederlage bei Rot-Weiß Oberhausen. Nach 23 Bundesligaeinsätzen für die Schwaben zog Feller 1970 nach Österreich, er schloss sich FK Austria Wien an.
In seiner ersten Saison mit den Wienern, 1970/71, gewann Feller durch einen 2:1-Sieg nach Verlängerung gegen den Lokalrivalen Rapid Wien den ÖFB-Cup. In der zweiten Saison reichte es mit den „Violetten“ mit einem Punkt Rückstand hinter Meister Wacker Innsbruck zur Vizemeisterschaft. Mit der Austria nahm er 1970/71 in den Spielen gegen Levski-Spartak Sofia und Atletico Madrid mit den Mitspielern Robert Sara, Wilhelm Huberts, Josef Hickersberger und Alfred Riedl auch am Wettbewerb des Europapokal der Landesmeister teil. Im zweiten Jahr, 1971/72, folgten im Europapokal der Pokalsieger die Spiele gegen B 1909 Odense, Dinamo Tirana und AC Turin. Nach seiner Zeit in Wien kehrte er nach Deutschland zurück und schloss sich dem Bonner SC an und beendete im Amateurlager seine Laufbahn.